# Charlotte Højfeldt
Charlotte Højfeldt (født 27. september 1977 i Aalborg) er en dansk tidligere håndboldspiller.